# La Codosera
La Codosera és un municipi de la província de Badajoz, a la comunitat autònoma d'Extremadura.

## Personatges il·lustres
- Jesús Noguero, actor.
- Genaro Lázaro Gumiel, escultor.
- Agustín Gomez del Solar, militar cap de la División Azul, en la Segona Guerra Mundial.